# أناكامبتيس موريو
أناكامبتيس موريو (بالإنجليزية: Anacamptis morio)‏ هي نبات مزهر من عائلة السحلبية (الأوركيد)، وتعرف بالسحلية ذات الأجنحة الخضراء أو السحلية ذات العروق الخضراء (مرادف اوركيس موريو Orchis morio). عادة ما يكون لها أزهار أرجوانية، وتوجد في أوروبا والشرق الأوسط.

## الوصف
تزهر الأناكامبتيس موريو من أواخر أبريل إلى يونيو في الجزر البريطانية، وفي وقت مبكر من فبراير في بلدان أخرى مثل فرنسا. وتكون الإزهار بألوان مختلفة بصفة أساسية أرجوانية ولكنها تتراوح من الأبيض إلى الوردي إلى الأرجواني الغامق. وتحتوي من 5 إلى 25 زهرة على شكل خوذة تنمو في حزمة خطية فضفاضة في الجزء العلوي من الساق الواحدة. لها زوج من الكأس الجانبية مع عروق خضراء بارزة، وأحيانًا أرجوانية تمتد بطريقة جانبية مثل «الأجنحة» مما يعطي الأوركيد اسمه. وأيضًا البتلة السفلية العريضة ذات الفصوص الثلاثة شاحبة في المنتصف مع وجود بقع داكنة.
الأوراق رمحية الشكل أو بيضاوية في بعض الأحيان، وتنمو في وردة حول قاعدة النبتة مع بعض الأوراق الرقيقة التي تشبك الساق وتغلفها تقريبًا حتى تصل إلى الأزهار. أما عن الأوراق فهي خضراء وغير مرقطة. وتنمو النباتات حتى ارتفاع 40 سم.
إن مظهره مشابه لشكل ماسكولا السحلية الأرجوانية من الجيل الأول والتي تزهر في نفس الوقت تقريبًا من العام، ولكن يكمن الاختلاف بأن الأناكامبتيس موريو بها خطوط خضراء على الكأسين الجانبيين، ثم إنها تفتقر إلى وجود البقع أو اللطخات كتلك التي في أوراق الأرجوانية من الجيل المبكر.
وقد تزهر النباتات الفردية لمدة تصل إلى 17 عامًا.

## التصنيف
وصف هذا النوع لأول مرة كارولوس لينيوس في عام 1753، وذلك باسم أوركيس موريو Orchis morio. ثم نُقل إلى جنس الأناكامبتيس Anacamptis في عام 1997.
يأتي أصل كلمة الأناكامبتيس من الكلمة اليونانية ανακάμτειν" anakamptein" والتي تعني الانحناء، وذلك مع أنه وفقًا لمصادر مختلفة قد يعني الانحناء للخلف أو الانحناء للأسفل أو الانحناء للأمام. في حين أن الاسم موريو هو لاتيني بمعنى كلمة «المهرج»، ويعود السبب لأزهارها المخططة والمرقطة التي تشبهه.

## الأنواع الفرعية
اعتبارًا من مايو 2014 فإن القائمة المرجعية العالمية للعائلات النباتية المختارة(World Checklist of Selected Plant Families) تقبل بستة أنواع فرعية:
- النوع الفرعي للأناكامبتيس موريو: القوقازي "caucasica"
- النوع الفرعي للأناكامبتيس موريو: الشمبانيا "champagneuxii"
- النوع الفرعي للأناكامبتيس موريو: لونجيكورنو "longicornu" (مزامنة: Anacamptis longicornu) - منطقة غرب البحر الأبيض المتوسط.
- النوع الفرعي للأناكامبتيس موريو: موريو "morio"
- النوع الفرعي للأناكامبتيس موريو: الصورة "picta"
- النوع الفرعي للأناكامبتيس موريو: سوريا "syriaca"

## التوزيع والموطن
يعد موطنها الأصلي غرب أوراسيا، وتنتشر على نطاق يمتد من أوروبا إلى إيران. وقد وجدت في الجزر البريطانية في وسط جنوب إنجلترا وويلز وأيرلندا.
أيضا ينمو الأناكامبتيس موريو في المروج العشبية غير المحسنة، وخاصة في التربة الغنية بالحجر الجيري. ويزدهر هذا النوع في الأماكن التي يقطع العشب فيها مرة أو مرتين في السنة، وذلك بعد اكتمال الإزهار أو حيث ترعى الماشية أيضًا بعد اكتمال الإزهار. ويجب ألا يقوموا بالقص أو الجز مباشرة بعد الإزهار بل يجب إعطاء وقت لتشتت وانتشار البذور.
ويمكن لها أن تنمو في المروج الجافة أو الرطبة، كما يمكن العثور عليها أيضًا في الأراضي العشبية الساحلية والمحاجر وساحات الكنائس وكذلك على جوانب الطرق والمروج. ويوجد في القارة الأوروبية أيضًا في المراعي الألبية وفي الأراضي العشبية الجافة على نتوءات البورفير.
يمتد أقصى ارتفاع لهذه الأنواع بين 1500 و2000 متر.

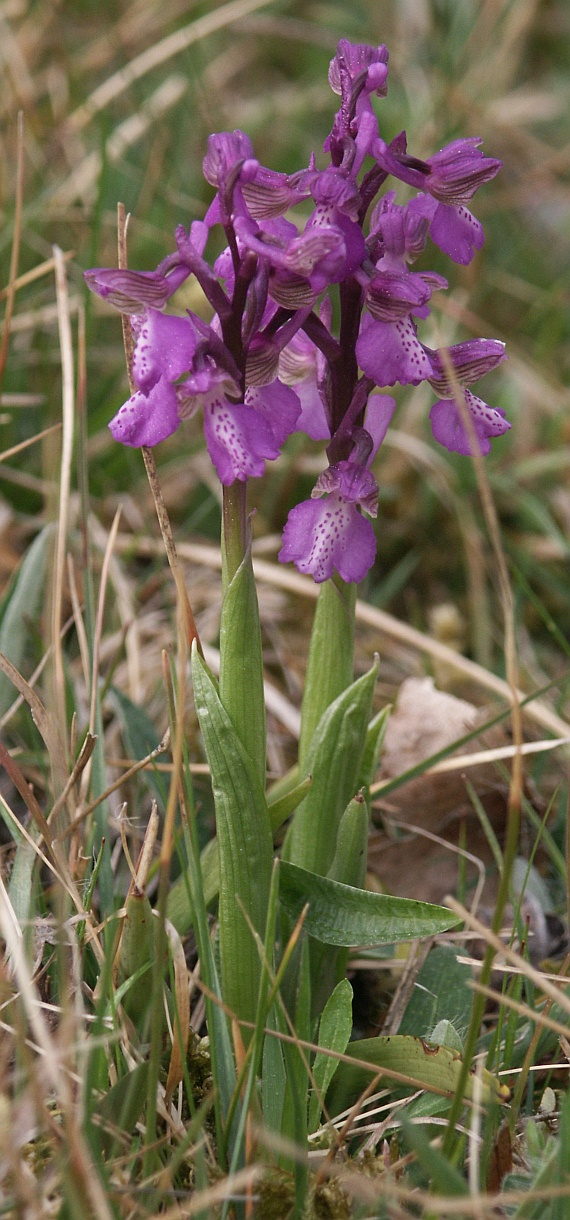
إزهار الأناكامبتيس موريو في موطنها المرج

## علم البيئة
تُلَقَح زهور لأناكامبتيس موريو عن طريق النحل.
مع أن الزهور لا تنتج الرحيق ولكن يمكن أن تجذب الملقحات بمظهرها البصري. حيث أن خداع الرحيق هذا «يسهل اختلاط حبوب اللقاح بين النباتات الفردية المختلفة، ويعزز التنوع الجيني في الأنواع، وقد فُضل تطوريًا على إنتاج الرحيق.»
ولا يمكن للنباتات التواجد بدون شريك فطريات الجذور. مما يجعلها عرضة للمواد الكيميائية وخاصة مبيدات الفطريات، ولكن ذلك يجعلها أيضًا عرضة للتطبيقات الكيميائية الأخرى بما في ذلك الأسمدة، التي يمكن أن تقلل من انتشار أنواع معينة من الفطريات. كما وتشمل الفطريات الفطرية المعروفة بالنمو بالاشتراك مع السحلية ذات الأجنحة الخضراء: إيبولارايزا ريبنز Epulorhiza repens (تولاسنلاسي Tulasnellaceae) ومونيليوبسيس سولاني Moniliopsis solani (سيراتوباسيدياسي Ceratobasidiaceae).

## طرق الحفاظ على الأناكامبتيس موريو
المحافظة على هذا النوع من النبات معرضة للخطر وقريبة من التهديد بالانقراض.
ومع ذلك فإنه نوع محمي في أيرلندا الشمالية بموجب أمر الحياة البرية (NI) لعام 1985.
وفي عام 2001 قاموا باعتماد الأناكامبتيس موريو شعارًا لبريوري فيل Priory Vale الدفعة الثالثة والأخيرة في مشروع «التوسعة الشمالية» في سويندون. ونظرًا للانخفاض السريع في الأنواع المحمية في بعض الحالات ومع أنه لا يزال يُنظر إليها على أنها شائعة جدًا في منطقة سويندون وبالأخص في كليفورد ميدو وهو موقع ذو أهمية علمية خاصة (SSSI) قبالة ثاميسداون درايف في سويندون.

الزهرة

## وصلات خارجية
- (بالfr+en) مرجع موسوعة الحياة (EOL) : أناكامبتيس موريو  الصور. الموائل والموطن وما إلى ذلك وصور النوع الفرعي للأناكامبتيس موريو: لونجيكورنو والنوع الفرعي للأناكامبتيس موريو: موريو والنوع الفرعي للأناكامبتيس موريو: بكتا والنوع الفرعي للأناكامبتيس موريو: سوريا.